# Hasselt
Hasselt este un oraș din regiunea Flandra din Belgia. Comuna este formată din localitățile Hasselt, Sint-Lambrechts-Herk, Wimmertingen, Kermt, Spalbeek, Kuringen, Stokrooie și Stevoort. Suprafața totală este de 102,24 km². La 1 ianuarie 2008 comuna avea o populație totală de 71.543 locuitori. 

## Locuitori celebri

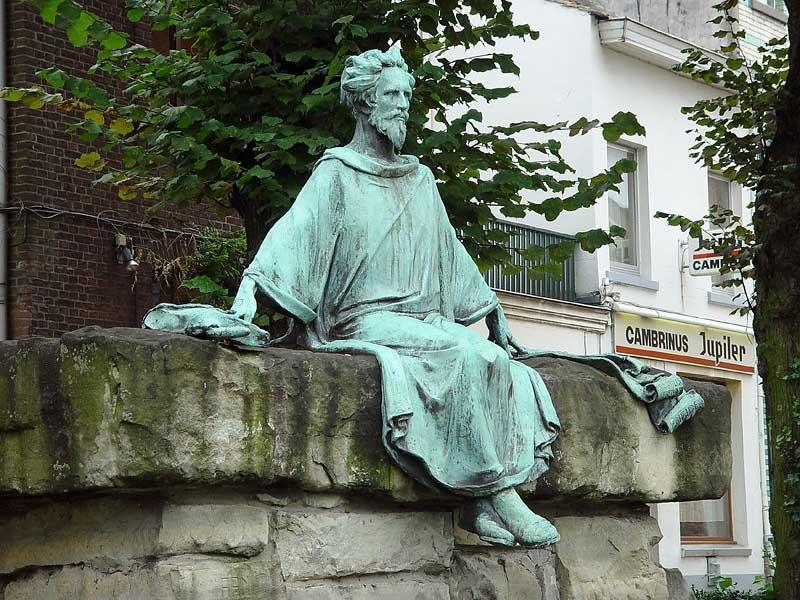
Hendrik van Veldeke

- Charlotte Adigéry (n. 1990), cântăreață și muziciană
- Guy Bleus (n. 1950, Hasselt), artist
- Bram Castro (n. 1982), fotbalist
- Willy Claes (n. 1938), politician și fost secretar general al NATO
- Stef Driesen (n. 1966, Hasselt), artist care lucrează la Antwerpen
- Brecht Evens (n. 1986), ilustrator și creator de romane grafice care lucrează la Paris
- Adrien de Gerlache (1866–1934), ofițer al Marinei Belgiene și conducător al Expediției antarctice belgiene
- Luuk Gruwez (n. 1953), poet
- Daniel Guijo-Velasco (n. 1984), fotbalist
- Anthony Kumpen (n. 1978), pilot de curse
- Luc Nilis (n. 1967), fotbalist
- Casper de Norre (n. 1997), fotbalist
- Regi Penxten (n. 1976), artist și producător muzical
- Axelle Red (n. 1968), cântăreață și compozitoare
- Francis Rombouts, primar al orașului New York din 1679 până în 1680
- Steve Stevaert (1954–2015), politician
- Hendrik van Veldeke (c. 1140–c. 1190), scriitor de epopei romantice, poezii lirice și hagiografii; primul scriitor vernacular din Țările de Jos
- Jean-Joseph Thonissen (1817–1891), profesor de drept la Universitatea Catolică din Leuven
- Max Verstappen (n. 1997, Hasselt), triplu campion mondial de Formula 1
- Laurens Vanthoor (n. 1991, Hasselt), pilot de curse
- Dries Vanthoor (n. 1998), pilot de curse
- Louis Willems (n. 1822), medic și unul dintre pionierii bacteriologiei și imunologiei
- Dana Winner (n. 1965, Hasselt), cântăreață

## Localități înfrățite
- Germania: Detmold (din 1976);
- Țările de Jos: Sittard (din 1980);
- Japonia: Itami (din 1985);
- Statele Unite ale Americii: Mountain View (din 1987);
- România: Bicaz.